# Златополинська сільська рада
Златопо́линська сільська рада (рос. Златополинский сельский совет) — сільське поселення у складі Кулундинського району Алтайського краю Росії.
Адміністративний центр — село Златополь.

## Історія
Селище Златополь було ліквідовано 2009 року.

## Населення
Населення — 766 осіб (2019; 923 в 2010, 1007 у 2002).

## Склад
До складу сільської ради входять:
| Населений пункт   | Населення, осіб (2002) | Населення, осіб (2010) |
| ----------------- | ---------------------- | ---------------------- |
| 24 км, селище     | 11                     | 6                      |
| Златополь, селище | 3                      | -                      |
| Златополь, село   | 795                    | 760                    |
| Сергієвка, село   | 198                    | 157                    |